# スカル・マーフィー
スカル・マーフィー（Skull Murphy、本名：John Joseph Murphy、1930年12月7日 - 1970年3月23日）は、カナダ・オンタリオ州ハミルトン出身のプロレスラー。生誕地はアイルランドのコーク県ともされる。
スキンヘッドに全身無毛の怪奇派ヒールとして、1950年代から1960年代にかけて活躍した。その怪異な風貌から、日本では「海坊主」の異名で呼ばれた。

## 来歴
幼少時に病気で頭髪をはじめ全身の体毛を失う（日本では猩紅熱が原因とされている）。日本マットでも共闘した友人のムース・ショーラックによると、彼は全身無毛であることに生涯悩まされ続け、わずかでも毛が生えてくると、それを神経質なくらいに剃り落していたという。
学生時代にボクシングとボディビルを始め、プロレスラーのチャック・モルナーからプロレス入りを勧められ、ハミルトンのユダヤ系YMCAでジミー・シムズのトレーニングを受けて1952年にデビュー。以降、ラリー・カサボスキーが主宰していた地元オンタリオのNWE（Northland Wrestling Enterprises）を主戦場にキャリアを積んだ。
1960年代初頭はアメリカ南部のNWAジョージア地区でヒールのメインイベンターとなって活動し、1961年にガイ・ミッチェルらを破り南部ヘビー級王座を3回に渡って獲得。1962年7月には日本プロレスへの初来日が実現、9月14日に東京都体育館にて、ゴリラ・マコニーと組んで力道山&豊登のアジアタッグ王座に挑戦。タイトル奪取は果たせなかったものの、試合後にショーラックらを呼び込んで力道山をリンチし、右胸鎖関節を亜脱臼させるというアングルで悪名を売った（力道山は9月18日まで欠場）。10月26日には長崎国際体育館にて、力道山とのシングルマッチも行われている。
1963年、同じくカナダ出身のブルート・バーナードと凶悪タッグを組み、ニューヨークのWWWFに参戦。同年5月16日にバディ・オースチン&グレート・スコットからWWWF・USタッグ王座を奪取し、11月14日にゴリラ・モンスーン&キラー・コワルスキーに敗れるまで保持した。戴冠中の6月5日には、バディ・ロジャースからWWWF世界ヘビー級王座を奪取して間もないブルーノ・サンマルチノにも挑戦している。以降もバーナードとのコンビで活動し、フロリダ地区では1964年1月28日にヘイスタック・カルホーン&ドン・カーティス、2月18日にヒロ・マツダ&デューク・ケオムカを破り、NWA世界タッグ王座を2回獲得した。
1966年にはジム・バーネットが運営していたオーストラリアのワールド・チャンピオンシップ・レスリングに揃って遠征し、タッグ戦線を席巻した。バーナードの帰国後も単身でオーストラリアに定着して、1960年代後半は豪州マットを主戦場に活動。フラッグシップ・タイトルのIWA世界ヘビー級王座は、1966年8月13日にマーク・ルーイン、1967年8月12日と1968年11月16日にテキサス・マッケンジーを下し、通算3回奪取している。IWA世界タッグ王座もコワルスキーやキラー・カール・コックスを新パートナーに再三獲得、1969年にはバーナードとのタッグチームを再結成して、12月5日にディック・マードック&ラーズ・アンダーソンを破り通算9度目の（および生涯で最後の）戴冠を果たした。
この間、日本には1968年7月に日本プロレスに再来日し、7月8日に東京スタジアムにて、クロンダイク・ビルと組んで吉村道明&大木金太郎からアジアタッグ王座を奪取。1969年5月にはバーナードとのコンビで来日、日本勢を相手に狂乱ファイトを繰り広げ、5月31日に札幌中島スポーツセンター、6月25日に大阪府立体育館において、BI砲（ジャイアント馬場&アントニオ猪木）のインターナショナル・タッグ王座に連続挑戦した。
1970年3月23日、ノースカロライナ州シャーロットにて死去。死因は心臓発作と報じられたが、睡眠薬の過剰摂取による服薬自殺ともいわれている（日本ではノイローゼによるピストル自殺とされている）。当日はシャーロットにて、バーナードと組んでミスター・レスリング&ザ・ケンタッキアンと対戦する予定だった。

## 得意技
- ダイビング・ニー・ドロップ
- エルボー・スマッシュ

## 獲得タイトル
ジョージア・チャンピオンシップ・レスリング
- NWA南部ヘビー級王座（ジョージア版）：3回[5]
- NWAインターナショナル・タッグ王座（ジョージア版）：1回（w / ジプシー・ジョー）[16]  ※国際プロレスや全日本プロレスに来日した同名選手とは別人

チャンピオンシップ・レスリング・フロム・フロリダ
- NWA世界タッグ王座（フロリダ版）：2回（w / ブルート・バーナード）[10]

ワールド・ワイド・レスリング・フェデレーション
- WWWF USタッグ王座：1回（w / ブルート・バーナード）[8]

ワールド・チャンピオンシップ・レスリング
- IWA世界ヘビー級王座（オーストラリア版）：3回[12]
- IWA世界タッグ王座（オーストラリア版）：9回（w / ブルート・バーナード×5、キラー・コワルスキー×2、キラー・カール・コックス、トール・タナカ）[11]

日本プロレス
- アジアタッグ王座：1回（w / クロンダイク・ビル）[13]

## 追記
- 日本ではジャイアント馬場の代名詞である十六文キックの開発に関与したレスラーとして知られている。初渡米時にヒール修行中だった馬場がニューヨークでマーフィーとタッグを組んだ際、マーフィーが相手をロープに飛ばして「おまえもキックだ」と馬場に言いつつ一緒に蹴ったことが、後の十六文キック誕生のきっかけとされている[17]。
- マティ鈴木は「ヒロ・マツダがTBSと喧嘩別れせずに国際プロレスに残留していたら、私が国際向きの外国人選手をブッキングするつもりだった。真っ先に国際に送りたかったのはマーフィーだった」などと語っており、山本小鉄も「もしマーフィーが生きていたら新日本プロレスに招聘したかった」との談話を残している[7]。